# Лукин, Владимир Леонидович
Владимир Леонидович Лукин (27 декабря 1938, Тамбов — 5 июня 2020) — советский и российский учёный в области системного анализа, доктор технических наук (1991), профессор (1992), заслуженный деятель науки и техники Российской Федерации. Полковник.

## Биография
Родился 27.12.1938 в Тамбове.
Окончил Тамбовскую среднюю школу № 8 (1956, с серебряной медалью) и Харьковское высшее авиационно-инженерное военное училище (ХВАИВУ), радиотехнический факультет по специальности «специальные системы радиоуправления и контроля» с квалификацией «военный инженер по радиотехнике» (1961).
С 1961 по 1982 год проходил службу на 53 научно-исследовательском испытательном полигоне Минобороны СССР (космодром «Плесецк») в должностях от инженера-механика антенно-фидерных устройств до начальника вычислительного центра.
В декабре 1973 года в Военной инженерной академии имени А. Ф. Можайского защитил диссертацию на соискание ученой степени кандидата технических наук.
С июня 1982 до августа 1983 года член научно-технического комитета Ракетных войск стратегического назначения.
С августа 1983 года и до увольнения из армии проходил службу в 4 Центральном научно-исследовательском институте Министерства обороны (4 ЦНИИ МО): заместитель начальника управления (до ноября 1986), начальник управления (до апреля 1994).
В марте 1991 года защитил докторскую диссертацию, в ноябре 1992 года присвоено учёное звание профессора по специальности «системы контроля и испытаний вооружения и военной техники».
В июне-июле 1991 года был командирован в Женеву (Швейцария) в качестве технического эксперта при подготовке текста и ратификации Договора СНВ-1 и выезжал в США (г. Вашингтон) в составе Правительственной делегации СССР.
В апреле 1994 года уволен в запас, продолжил работу в 4 ЦНИИ МО по ноябрь 2005 г. в должности ведущего научного сотрудника.
С ноября 2005 года заместитель генерального директора ОАО «Военно-инженерная корпорация» по науке и производству. С июля 2007 года академик-секретарь секции «Инженерные проблемы стабильности и конверсии» Российской инженерной академии.
Умер 5 июня 2020 года.

## Сочинения
- Контроль безотказности технических систем [Текст] : [монография] / В. Л. Лукин, Б. И. Сухорученков. — Юбилейный, Московская обл. : ПСТМ, 2013. — 399 с. : ил., табл.; 22 см; ISBN 978-5-91380-030-5
- Методы статистического контроля надежности технических систем / Л. И. Волков, В. Л. Лукин, Б. И. Сухорученков. — Юбилейный (Московская обл.) : ПСТМ, 2008. — 332 с. : ил., табл.; 20 см; ISBN 978-5-91380-009-1

## Награды и звания
Заслуженный деятель науки и техники Российской Федерации (1992). Награждён орденами Трудового Красного Знамени, Дружбы Народов, «За заслуги в Вооруженных силах» III степени и медалью «За боевые заслуги».